# Трейсмэн, Джордж
Джордж Нельсон Трейсмэн (англ. George Nelson Treysman, 1881 — 6 февраля 1959) — американский шахматист, национальный мастер. Бронзовый призёр чемпионата США 1936 г.

## Биография
Зарабатывал на жизнь игрой в шахматы на деньги в шахматном клубе «Stuyvesant Chess Club» на Нижнем Ист-Сайде (Нью-Йорк). По мнению А. Денкера, Трейсмэн был лучшим игроком на ставку в США.
Известность приобрел в 1928 г., когда победил в сеансе одновременной игры экс-чемпиона мира Эм. Ласкера.
В официальных соревнованиях участвовал только в 1930-е гг. В 1936 г. сумел квалифицироваться в чемпионат США, в котором сенсационно разделил 3—4 места с Р. Файном, проиграв прямым конкурентам (С. Решевскому, А. Саймонсону и Р. Файну), но победив при этом других лидеров американских шахмат И. Кэждена, А. Дейка, А. Кевица, Г. Стейнера и А. Денкера.
Через год стал бронзовым призёром открытого чемпионата США.
В последние годы жизни болел раком горла.

## Спортивные результаты
| Год  | Город       | Соревнование           | + | − | = | Результат | Место |
| ---- | ----------- | ---------------------- | - | - | - | --------- | ----- |
| 1936 | Нью-Йорк    | Чемпионат США          | 9 | 3 | 3 | 10½ из 15 | 3—4   |
|      | Филадельфия | Открытый чемпионат США |   |   |   |           | [ 3 ] |
| 1937 | Чикаго      | Открытый чемпионат США |   |   |   | 6 из 10   | 3—4   |
| 1938 | Нью-Йорк    | Чемпионат США          |   |   |   | 7 из 16   | 10—11 |